# Moyen-Comoé

Localisation de la province

Le Moyen-Comoé est une ancienne région de Côte d'Ivoire, en Afrique de l'ouest, qui avait pour chef-lieu la ville d'Abengourou.
Cette région était située à l'est du pays et elle jouxte le Ghana.
Cette région est peuplée en majorité par les Agnis.

## Démographie
| 1988    | 1998    | 2010    | 2012    |
| ------- | ------- | ------- | ------- |
| 300 407 | 394 761 | 561 853 | 591 754 |

## Départements et Villes
- Abengourou
  - Niablé
- Agnibilékrou